# 이창호 (야구 선수)
이창호(李彰浩, 1987년 3월 9일 ~ )는 전 KBO 리그 LG 트윈스의 투수이다.

## 상무 야구단시절
단국대학교 졸업 후 지명을 받지 못하고 상무 야구단에 지원해 합격하여 곧바로 병역을 이행하였다.

## NC 다이노스시절
제대 전 NC 다이노스 군 제대 선수 우선 지명 협상에서 지명받아 2011년 9월에 제대한 후 본격적으로 합류했다. 

2013년 2차 드래프트에서 LG 트윈스에게 지명되어 팀을 옮겼다.

## LG 트윈스시절
2014년에 입단하였다.

## 출신 학교
- 의왕부곡초등학교
- 강남중학교
- 덕수정보산업고등학교
- 단국대학교